# 日本歯学系学会協議会
一般社団法人日本歯学系学会協議会（にほんしがくけいがっかいきょうぎかい、Council of Japan Dental Science of Societies）は、歯学系学会間の交流推進を図る団体。有限責任中間法人として設立され、後に公益法人制度改革により一般社団法人となった。
日本学術会議におかれている歯学系の3つの研究連絡委員会（口腔機能学研究連絡委員会、咬合学研究連絡委員会、齲蝕学・歯周病学研究連絡委員会）の合意に基づき2003年に設立された。

## 加盟学会
- 愛知学院大学歯学会
- 岩手医科大学歯学会
- 大阪歯科学会
- 岐阜歯科学会
- 歯科基礎医学会
- 東京歯科大学学会
- 新潟歯学会
- 日本口腔リハビリテーション学会
- 日本顎顔面補綴学会
- 日本顎口腔機能学会
- 日本顎咬合学会
- 日本顎変形症学会
- 日本顎関節学会
- 日本矯正歯科学会
- 日本口蓋裂学会
- 日本口腔インプラント学会
- 日本口腔衛生学会
- 日本口腔科学会
- 日本口腔外科学会
- 日本口腔腫瘍学会
- 日本口腔内科学会
- 日本歯科医学教育学会
- 日本歯科医史学会
- 日本歯科技工学会
- 日本歯科心身医学会
- 日本歯科審美学会
- 日本歯科大学歯学会
- 日本歯科放射線学会
- 日本歯科保存学会
- 日本歯科麻酔学会
- 日本歯科薬物療法学会
- 日本歯科理工学会
- 日本歯周病学会
- 日本歯内療法学会
- 日本障害者歯科学会
- 日本小児歯科学会
- 日本スポーツ歯科医学会
- 日本成人矯正歯科学会
- 日本接着歯学会
- 日本全身咬合学会
- 日本咀嚼学会
- 日本大学歯学会
- 日本補綴歯科学会
- 日本有病者歯科医療学会
- 日本臨床歯周病学会
- 日本老年歯科医学会
- 奥羽大学歯学会
- 岡山歯学会
- 昭和大学学士会
- 鶴見大学歯学会
- 日本大学口腔科学会
- 東北大学歯学会
- 日本歯科人間ドック学会
- 日本歯科色彩学会
- 日本顎顔面インプラント学会
- 日本歯科産業学会
- 九州歯科学会
- 北海道医療大学歯学会
- 日本レーザー歯学会
- 日本外傷歯学会
- 日本臨床口腔病理学会
- 日本摂食・嚥下リハビリテーション学会
- 北海道歯学会
- 日本小児口腔外科学会
- 美容口腔管理学会
- 日本歯科衛生学会
- 日本口腔診断学会
- 日本アンチエイジング歯科学会
- 日本睡眠歯科学会
- 日本舌側矯正歯科学会
- 日本デジタル歯科学会
- 福岡歯科大学学会
- 日本口腔顔面痛学会
- 日本口腔感染症学会
- 日本一般臨床医矯正研究会
- 国際歯科学士会日本部会
- 口腔顔面神経機能学会
- バイオインテグレーション学会
- 日本顕微鏡歯科学会
- 日本総合歯科学会
- 日本再生歯科医学会